# Mitsubishi Colt 600
O Colt 600 foi um automóvel de pequeno porte da Mitsubishi. Lançado em Julho de 1962, veio a substituir o Mitsubishi 500. O Colt 600 tinha a base do 500 e foi o primeiro carro a usar o nome de Colt.
Equipado com o mesmo motor que o 500 Super DeLuxe, um 594cc de 25cv também refrigerado a ar e colocado na traseira do veículo.
Tornando-se maior que o 500 o Colt 600 media 3.38m de comprimento, 1.41m de largura, 1.37m de altura e 2.06m de distancia entre eixos.
O Colt 600 já trazia algumas novidades em relação ao 500 como o banco dianteiro corrido e a alavanca das mudanças na coluna da direcção e era um automóvel para transportar 5 passageiros incluindo o condutor.
As suas portas, abriam para trás, tal como o 500.
Estreou-se no 9º Tokyo Motor Show em 1962 e fez um enorme sucesso, sobretudo a versão cabrio mas este nunca chegou a estar disponível para venda. Anos mais tarde em 1991 seria reconstruído a versão cabrio com a carroçaria do Colt 600 mas com o chassis do Mitsubishi Minica.